# Oksaliplatin
Oksaliplatin je citostatična učinkovina, ki spada v isto skupino kot cisplatin in karboplatin. Pri zdravljenju raka debelega črevesa se običajno kombinira s fluorouracilom in folinsko kislino.
V primerjavi s sorodno učinkovino cisplatinom sta aminski skupini zamenjani s cikloheksildiaminom, kar poveča protitumorsko učinkovitost. Kloridna liganda sta nadomeščena oksalatnim substituentom, s čimer se zviša vodotopnost.

## Mehanizem delovanja
Natančen mehanizem delovanja oksaliplatina ni povsem pojasnjen; citotoksičnost spojin, ki vsebujejo platino, se pripisuje zaviranju sinteze DNK  Presnovki, ki nastanejo v organizmu iz oksaliplatina, interagirajo z molekulami DNK ker jih prečno povežejo (znotraj verige ali dve sosednji verigi DNK). 

## Učinkovitost
Študije in vivo so pokazale učinkovitost pri raku debelega črevesa. Preživetje zdravljenih bolnikov znaša 5 mesecev več v primerjavi z drugimi standardnimi zdravljenji. Oksaliplatin je zato pri tej vrsti raka najbolj priporočano zdravilo. Novejše študije kažejo, da sočasna uporaba monoklonskih protiteles bevacizumab dodatno poveča učinkovitost zdravljenja.

## Neželeni učinki
Neželeni učinki, ki se lahko pojavijo pri uporabi oksaliplatina:
- nevropatija (nevnetna bolezen živčevja), (akutna, ki se kaže kot občutljivost na mraz in odrevenelost v okončinah in je povratna, ali kronična nevropatija, ki lahko povzroči trajno odrevenelost v okončina in pogosto tudi motnje propriocepcije)[3]
- slabotnost
- slabost, bruhanje in/ali driska
- nevtropenija (znižanje števila specifičnih belih krvničk)
- ototoksičnost (škodljivo delovanje na sluh)

Pri nekaterih bolnikih se pojavi preobčutljivostna reakcija na zdravila, ki vsebujejo platino.
Oksaliplatin izkazuje manjšo ototoksičnost in nefrotoksičnost (škodljivo delovanje na ledvice) kot cisplatin in karboplatin.